# ناصر محمدی‌فر
ناصر محمدی‌فر (زادهٔ ۱۳۲۴) سرتیپ ارتش جمهوری اسلامی ایران است، که هم‌اکنون به‌عنوان مشاور عالی نظامی فرمانده کل قوا فعالیت می‌کند. وی در فاصله سال‌های ۱۳۷۹ تا ۱۳۸۴ چهاردهمین فرمانده نیروی زمینی ارتش بود.
محمدی‌فر فعالیت نظامی را از سال ۱۳۴۶ در نیروی زمینی شاهنشاهی ایران آغاز کرد. او در خلال جنگ ایران و عراق فرماندهی تیپ ۲ لشکر ۸۸ زرهی، تیپ ۳۵ تکاور، لشکر ۱۶ زرهی قزوین، لشکر ۸۱ زرهی کرمانشاه و قرارگاه جنوب را برعهده داشت.

## زندگی‌نامه
ناصر محمدی‌فر در سال ۱۳۲۴ در روستای میان‌رودان، شهرستان خلخال زاده شد. او در سال ۱۳۴۶ وارد دانشگاه افسری شد و پس از طی دوره کارشناسی و دوره مقدماتی زرهی در شیراز در سال ۱۳۵۱ به عنوان فرمانده دسته در گردان ۲۳۷ تانک از تیپ ۳۷ زرهی شیراز مشغول به کار شد.

### پس از انقلاب
پس از وقوع انقلاب و سقوط نظام شاهنشاهی، محمدی‌فر به‌عنوان فرمانده ستون اعزامی از گردان ۲۳۴ زرهی برای نجات کردستان از گروه‌های تجزیه‌طلب منطقه، به صورت داوطلبانه به این منطقه رفت و در آزادسازی پادگان بانه نقش فعالانه داشت.

### جنگ ایران و عراق
ناصر محمدی‌فر در زمان جنگ ایران و عراق فرماندهی لشکر ۱۶ و لشکر ۸۱ زرهی نیروی زمینی ارتش را برعهده داشت. محمدی‌فر در زمان جنگ فرماندهی گردان ۲۳۴ زرهی، تیپ دوم لشکر ۸۸ زرهی، جانشینی لشکر ۸۸، فرماندهی لشکر ۱۶ زرهی و فرماندهی لشکر ۸۱ زرهی را بر عهده داشت و به عنوان افسر عملیات لشکر ۸۸ زرهی سیستان و بلوچستان در منطقه عملیاتی سرپل‌ذهاب و قصر شیرین منصوب شد. همزمان با تصدی فرماندهی تیپ ۲ این لشکر در منطقه عمومی سومار و غرب، فرمانده وقت نیروی زمینی (امیر سرلشکر حسنی سعدی)، مسئولیت تشکیل و فرماندهی تیپ ۳۵ تکاور در منطقه سومار را به وی ابلاغ و امیر سرتیپ محمدی فر نسبت به تشکیل تیپ ۳۵ تکاور اقدام کرد. پس از آن فرماندهی لشکر ۱۶ زرهی در منطقه مهران و صالح آباد را برعهده گرفت. فرماندهی لشکر ۸۱ زرهی کرمانشاه در منطقه عملیاتی قصر شیرین، جانشین قرارگاه عملیاتی جنوب و پس از آن فرماندهی این قرارگاه نیز از مسئولیت‌های اوست.

### پس از جنگ ایران و عراق
او پس از جنگ فرماندهی قرارگاه جنوب نزاجا، جانشینی معاون هماهنگ‌کننده نزاجا، مشاور فرمانده کل ارتش و فرماندهی کل نزاجا را در کارنامه دارد. وی از سال ۱۳۷۹ تا ۱۳۸۴ فرمانده نیروی زمینی ارتش جمهوری اسلامی ایران بود. او هم‌اکنون مشاور عالی رهبر ایران در امور نظامی است.

## پاسداشت
محمدی‌فر دارای نشان فتح است. او در سال ۱۴۰۱، نشان فداکاری را نیز از رهبر جمهوری اسلامی ایران دریافت کرد. در موضوع زندگانی او، کتاب «ایل، ارتش، ایران» نوشته محسن صادق‌نیا منتشر شده است.

## مطالعهٔ بیشتر
- صادق‌نیا، محسن (۱۳۹۴). ایل، ارتش، ایران: ناگفته‌ها و ناشنیده‌های سرتیپ ناصر محمدی‌فر. تهران: سوره سبز.[۵]